# Municipio de Mitchell (Arkansas)
El municipio de Mitchell (en inglés: Mitchell Township) es un municipio ubicado en el condado de Cross en el estado estadounidense de Arkansas. En el año 2010 tenía una población de 1137 habitantes y una densidad poblacional de 11,81 personas por km².

## Geografía
El municipio de Mitchell se encuentra ubicado en las coordenadas 35°23′54″N 90°46′49″O / 35.39833, -90.78028. Según la Oficina del Censo de los Estados Unidos, el municipio tiene una superficie total de 96.28 km², de la cual 96.23 km² corresponden a tierra firme y (0.05%) 0.05 km² es agua.

## Demografía
Según el censo de 2010, había 1137 personas residiendo en el municipio de Mitchell. La densidad de población era de 11,81 hab./km². De los 1137 habitantes, el municipio de Mitchell estaba compuesto por el 88.92% blancos, el 7.3% eran afroamericanos, el 0.7% eran amerindios, el 0.26% eran asiáticos, el 0.26% eran isleños del Pacífico, el 0.79% eran de otras razas y el 1.76% pertenecían a dos o más razas. Del total de la población el 1.58% eran hispanos o latinos de cualquier raza.